# القاعية (الدوادمي)
القاعية، هي قرية من فئة (أ) تقع في محافظة الدوادمي، والتابعة لمنطقة الرياض في السعودية. وتبعد القاعية عن محافظة الدوادمي بمسافة تقارب () كم.